# 中国南方航空3943便墜落事故
中国南方航空3943便墜落事故（ちゅうごくなんぽうこうくう3943びんついらくじこ）は、1992年11月24日に発生した航空事故である。白雲空港から李家村空港へ向かっていた中国南方航空3943便（ボーイング737-3Y0）が李家村空港へのアプローチ中に墜落し、乗員乗客141人全員が死亡した。本事故は中国で発生した航空事故としては当時最悪の事故であった。

## 飛行の詳細

### 事故機
事故機のボーイング737-3Y0（B-2523）は製造番号24913として1991年に製造され、同年5月10日に初飛行したのち5月25日に中国南方航空に引き渡された。エンジンはCFMインターナショナル CFM56-3B1を搭載しており、総飛行時間は4,165時間、総飛行サイクルは3,153回であった。

### 乗員・乗客
乗員乗客の内訳は以下の通り。
| 国籍     | 乗客 | 乗員 |
| -------- | ---- | ---- |
| カナダ   | 1    | —    |
| マカオ   | 1    | —    |
| スペイン | 2    | —    |
| 中国     | 118  | 10   |
| 中華民国 | 9    | —    |
| 合計     | 131  | 10   |

## 事故の経緯
3943便は白雲空港を出発し、李家村空港までの55分のフライトを行う予定であった。李家村空港へのアプローチ中、高度7,000フィート（2,100メートル）の地点で機長は機首を上げて水平飛行を試みた。この時、3943便の自動操縦は降下のために作動していた一方、第2エンジンのスラストレバーがアイドリング状態であることにパイロットは気付かなかった。これによって左右のエンジンの出力状態が非対称となり、機体は右にロールした。パイロットは姿勢を回復することができず、7時52分に3943便は人口の少ない広西チワン族自治区の山に墜落した。この事故で機体は完全に破壊され、乗員乗客141人全員が死亡した。
事故当時、本事故はボーイング737-300型機による航空事故として、また中国国内で発生した航空事故としても死者数が最多の事故であった。2020年6月現在では、それぞれフラッシュ航空604便墜落事故と中国西北航空2303便墜落事故に次いで2番目に死者数の多い事故となっている。また、本事故は中国南方航空が起こした航空事故としても死者数が最多の事故である。

## 事故原因
事故調査の結果、降下の過程で3943便のエンジンが自動操縦によって低出力モードに切り替わっていたことが明らかになった。その後、3943便が高度7,000フィートまで降下するとパイロットは機首を上げて水平飛行へと移った。この時に同時に速度が低下するため、速度を維持するために自動操縦によってエンジンの出力が向上した。しかし、パイロットは自動操縦を過信していたために第2エンジンのスラストレバーが低出力の位置のままであることに気が付かなかった。このような状況で自動操縦が推力を上げるために第1エンジンの出力をさらに向上させたため、3943便の推力は非対称となった。やがて3943便は右にロールして失速し、操縦不能となって急降下、墜落した。